# HTC Desire HD
HTC Desire HD是台灣宏達電公司所推出的Google Android智能手機。型號為HTC A9191，其特色在於配有觸控面板4.3"、810萬像素相機、720p錄影功能、3.5mm耳機接頭、多點觸控技術及更進步的HTC Sense™2.0 介面。

## 詳細規格
- 螢幕：4.3 吋 480 x 800  WVGA TFT電容觸控螢幕
- 系統：Android 2.2 作業系統(現已升級至 android 2.3.5)[2]
- 介面：HTC Sense 2.0 操作介面(現已升級至 HTC Sense 3.0)
- CPU ：Qualcomm MSM8255Snapdragon 處理器，1 GHz
- GPU ：Adreno 205 GPU
- RAM ：768MB
- ROM ：1.5GB
- 相機：800 萬畫素相機、自動對焦 / 雙 LED 閃光燈 /臉部偵測 / 相片座標記錄，可錄製 720p 高畫質影片
- 電池：1230mah 可替換式鋰電池
- 尺寸：123公釐 x 68公釐 x 11.8公釐 (4.84英吋 x 2.68英吋 x 0.46英吋)
- 重量：168g
- 音效：杜比環繞行動音效、SRS音效
- 網路頻率： GSM 850 / 900 / 1800 / 1900、HSPA / WCDMA 900 / 2100
- 輸出：藍牙 / USB 傳輸介面、3.5mm 耳機插孔
- 擴充：支援microSD 記憶卡擴充至最大32GB
- 傳輸：DLNA / USB
- 其他：GSP 衛星導航/重力感應器 （G-Sensor）/ 數位羅盤 / 趨近感應器 / 環境光線感應器

## 外部連結
- HTC Desire HD 產品頁面(台灣)[永久]